# 엘리엇 페이지
엘리엇 페이지(영어: Elliot Page, 출생명 엘렌 그레이스 필포츠페이지; 영어: Ellen Grace Philpotts-Page, 1987년 2월 21일 ~ )는 캐나다의 배우, 프로듀서이며, 트랜스남성이다. 경력 초기에 캐나다의 텔레비전 드라마 《핏 포니》, 《트레일러 파크 보이스》와 《리제네시스》에 출연하였다. 2005년 드라마 영화 《하드 캔디》를 시작으로 점차 두각을 나타내기 시작했고, 그는 《주노》(2007)에서 큰 주목을 받았다. 이후 그는 이외에도 《스마트 피플》(2008), 《위핏》(2009)과 《슈퍼》(2010),《인셉션》(2010)과 엑스맨 시리즈의 《엑스맨: 최후의 전쟁》(2006)과 《엑스맨: 데이즈 오브 퓨처 패스트》(2014)의 흥행작에 출연했고, 게임《비욘드: 투 소울즈》에서 '조디 홈즈' 역할로 성우와 모션캡쳐에 참여했다.
페이지는 영화 《주노》로 25개의 상을 수상했으며, 미국 아카데미상, 영국 아카데미상(BTFTA), 골든 글로브상 영화 뮤지컬/코미디 최우수 여우주연상 후보에 지명되었다.
2014년 2월 레즈비언 공개 커밍아웃을 하였으며, 2020년 12월 트랜스젠더 커밍아웃과 함께 '엘리엇 페이지'(Elliot Page)로 개명했음을 발표했다.

## 젊은 시절
페이지는 캐나다 노바스코샤주 핼리팩스에서 그래픽 디자이너 데니스 페이지와 교사인 마르타 필포츠의 딸로 태어났다. 그는 핼리팩스 그래머 스쿨과 퀸 엘리자베스 고등학교를 거쳐 2005년 노바스코샤주에서 샴발라 스쿨을 졸업하였다.
그는 온타리오주, 토론토에서 2년 동안 가까운 친구이자 동료인 캐나다인 배우 마크 렌달과 함께, '보건 로드 아카데미' 인터랙트 프로그램에서 공부했다. 페이지는 액션 피규어와 나무 타기를 좋아한다.

## 경력

### 초기 경력

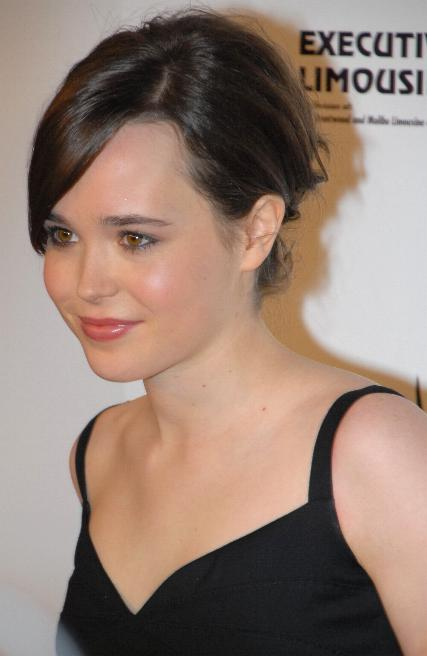
2007년 엘런 페이지.

페이지는 만 4세 때 교내 연극에 등장하며 연기 경력을 시작했다. 그가 카메라 앞에 선 첫 번째 배역은 1997년 만 10세때 미국 CBC 방송의 텔레비전 영화 《핏 포니》로 이후에 1999년부터 2000년까지 시리즈에 출연했다. 캐나다 영화와 텔레비전 시리즈 《트레일러 파크 보이즈》에서는 시즌 2에 '트리나 라헤이' 역할로 출연했다. 페이지가 만 16세 때 유럽에서 촬영한 독립 영화 《마우스 투 마우스》에 출연했고, 2005년 영화 《하드 캔디》에 출연했고, 그는 "올해의 가장 복잡한 불안과 잊혀지지 않는 연기 중 하나."라고 말했다. 이 영화로 그는 오스틴 영화 비평가협회에서 2년 연속 여우주연상을 수상했다. 엑스맨 영화 시리즈의 세 번째 작품 《엑스맨: 최후의 전쟁》(2006년)에서는 물체를 자유자재로 통과하고 총알이나 미사일을 그대로 통과하는 능력을 지닌 돌연변이 '캐서린 "키티" 프라이드/섀도캣' 역할을 맡았다. 이전의 엑스맨 영화에서 키티 프라이드는 메인 등장인물이 아닌 잠시 등장하는 카메오 형식이었다.

### 2007년 ~ 현재
페이지는 《주노》에서 타이틀롤 '주노 맥거프' 역할을 맡아 뜻하기 않게 아이를 갖게 된 10대 임산부를 연기해 많은 비평가의 찬사를 받았고, 《뉴욕 타임즈》의 A. O. 스콧은 "깜짝 놀랄 정도의 뛰어난 연기 재능"라고 평했고, 영화 평론가 로저 이버트는 "올해 엘런 페이지의 주노보다 더 뛰어난 연기는 없었다"라고 평했다. 미국 아카데미상 여우주연상에 후보 지명되었지만 아쉽게도 《라 비 앙 로즈》의 마리온 코티아르에 밀려 최종 수상하지는 못하였다. 페이지는 인디펜던트 스피릿 어워즈 캐나디언 코미디 어워즈와 새턴 어워즈에서 여우주연상을 수상했다. 같은 해, 페이지는 선댄스 영화제에서 선개봉 된 영화 《스마트 피플》(2008년)에 출연하였다. 이 영화는 《주노》 이전에 촬영 되었지만 더 늦게 개봉되었고, 그는 대학 교수의 데니스 퀘이드의 뛰어난 두뇌를 가진 천재의 딸을 연기했다. 이외에도 선댄스 영화제에서 선개봉 된 《아메리칸 크라임》, 2007년 11월에 캐나다에서 개봉된 《트레이시: 파편들》과 2008년 5월 캐나다에서 개봉된 《스톤 앤젤》에 출연했다.
2007년에 그는 새롭게 각색 된 샬럿 브론테의 소설 《제인 에어》의 주연 역할과 《주노》에서 공연한 올리비아 썰비와 미확정의 《잭 앤 다이앤》라는 제목의 영화에 출연한다는 이야기가 들리기도 했다. 2008년 1월에 페이지는 히스 레저가 사망하기 전에 기획하고 감독 데뷔를 앞두었던 《퀸스 갬빗》의 출연에 대해 논의했었다.
2008년 남성잡지 《FHM》의 '세계에서 가장 섹시한 여성' 중 86위에 2009년에는 93위에 선정되었다. 2008년 6월, 페이지는 《엔터테인먼트 위클리》의 '미래의 A급의 스타 리스트'에 선정되었다. 페이지는 2008년 3월 3일 《새터데이 나이트 라이브》에 호스트로 출연했다. 그는 애니메이션 시리즈 《심슨 가족》의 "Waverly Hills 9-0-2-1-D'oh" 에피소드에서는 《한나 몬타나》 패러디의 '알래스카 네브라스카' 역할로 목소리 연기의 게스트로 출연했다. 그는 드루 배리모어의 감독 데뷔작의 《위핏》에서 배리모어, 마샤 게이 하든, 크리스틴 위그와 공연했다. 이 영화는 2009년 토론토 국제 영화제에 선개봉되었고, 2009년 10월 2일 전세계에 개봉되었다.
그는 마이클 랜더의 영화 《피콕》에서 킬리언 머피, 수전 서랜던, 빌 풀먼, 조시 루커스와 함께 출연하였는데, 이 영화는 2009년에 개봉될 계획이었지만 2010년 4월 20일에 개봉되었다. 2009년 8월, 페이지는 거액의 제작비가 든 크리스토퍼 놀런의 스릴러 영화 《인셉션》에서 레오나르도 디카프리오, 마리옹 코티아르, 조지프 고든레빗, 와타나베 켄과 함께 출연했다. 이 영화는 2010년 7월 16일에 개봉되었다. 같은 해, 페이지는 영화 《슈퍼》에 출연했고, 이 시기에는 실제 동성애 커플이었던 로럴 헤스터와 스테이시 안드레의 이야기를 다룬 영화에 그가 출연한다는 소문이 들리기도 했다.
2010년, 그의 대변인은 노바스코샤주 루넨버그에서 촬영되는 시스코 시스템즈의 세 편의 상업 광고 시리즈에 출연한다고 발표했다. 2011년에는 HBO의 새로운 시리즈 《틸다》에서 주연 '캐슬린' 역할을 맡았고, 다이앤 키턴과 출연할 예정이라는 소식이 전해졌으나 이후 이 영화의 촬영은 취소되었다. 또한 그는 벌집군집붕괴현상을 다룬 자연 다큐멘터리 영화 《베니싱 오브 더 비즈》의 내레이션을 맡았다.

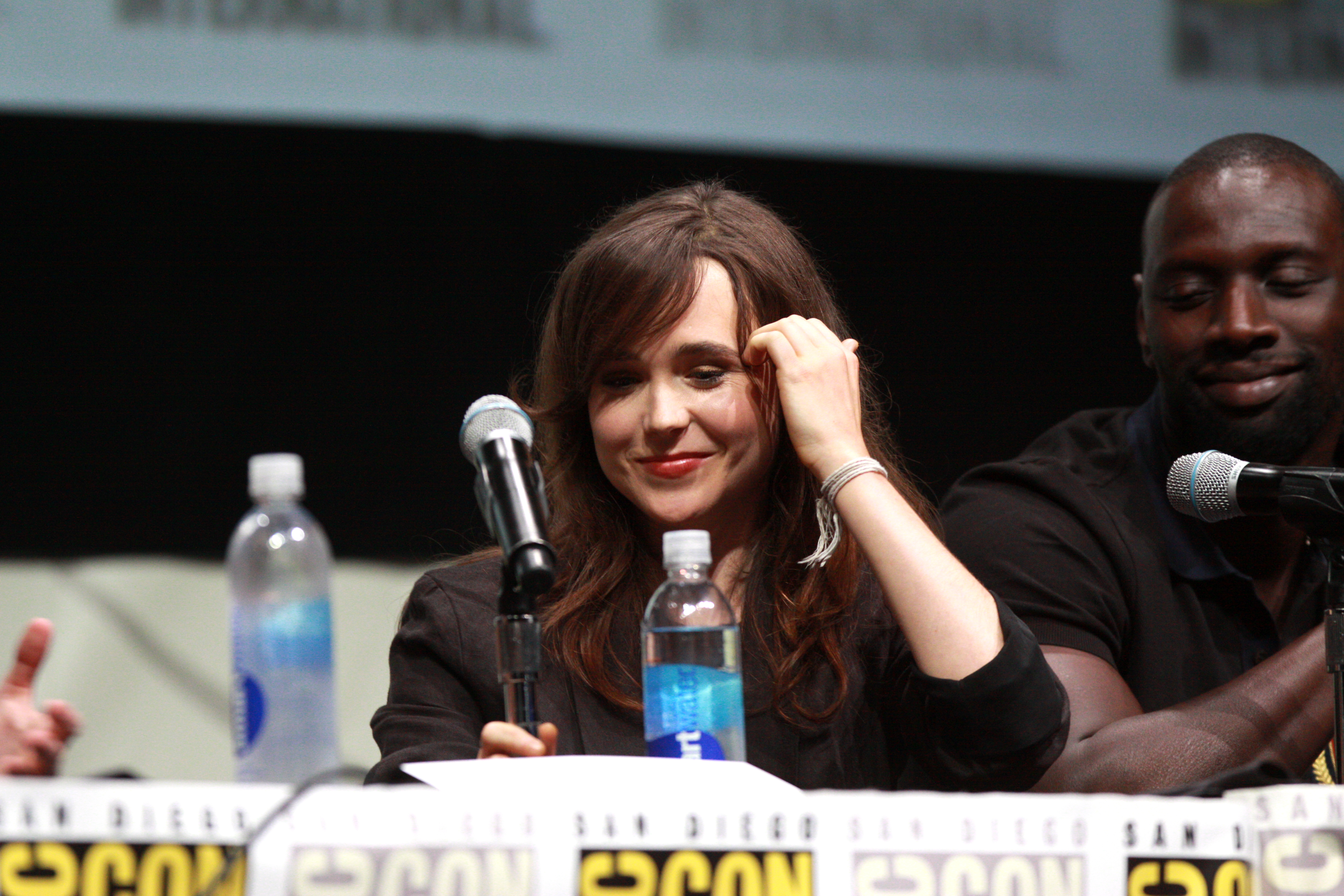
2013년 7월, 샌 디에고 코믹 콘에서 엘런 페이지.

2011년 4월, 페이지는 우디 앨런의 영화 《로마 위드 러브》에 출연하며 앨릭 볼드윈, 제시 아이젠버그, 페넬로페 크루스와 공연하는 것이 발표되었다. 2012년 6월에 퀀틱 드림의 비디오 게임 《비욘드: 투 소울즈》에 윌럼 더포와 각각 주인공 '조디 홈즈'와 '네이선 도킨스'의 목소리 연기를 맡는 것이 발표 되었고, 북미에서는 2013년 10월 8일에 발매되었다.
페이지는 《엑스맨: 최후의 전쟁》(2006)에 이어 '캐서린 "키티" 프라이드/섀도캣' 역할로 《엑스맨: 데이즈 오브 퓨처 패스트》(2014)에 출연했다. 2013년 2월에는 페이지의 감독 데뷔작인《미스 스티븐스》에 애나 패리스가 출연하고, 각본에는 줄리아 하트와 제작에는 게리 길버트, 조던 호로위츠와 더그 왈드가 참여할 것이라는 소식이 전해졌다.

## 사생활
2008년, 페이지는 미얀마(버마)의 군사독재를 반대하고 종지부를 요구하는 버마 민주화 단체의 '미국 버마 캠페인' 온라인 광고 시리즈에 참여한 30명의 유명 인사중에 한명이였다.
페이지는 임신 중절 합법화를 찬성하는 여성주의자이다. 그는 어린 시절에 불교 학교에 다녔고 명상과 요가를 연습했다. 그는 평소 생활에 채식을 즐기는 것으로 알려졌는데, PETA에 선정한 2014 가장 섹시한 채식주의자로 자레드 레토와 함께 선정되었다.
2014년 2월 14일, 페이지는 네바다주 라스베이거스에서 열린 인권 캠페인에 참석해 연설 도중에 자신이 레즈비언(동성애자)임을 털어놓았는데, 그는 "내가 이곳에 온 이유는 동성애자이기 때문이다", "내가 다른 사람들과 다른 만큼 더 많은 사람들이 도움을 받을 수 있을 것 같아 참석했다"고 말했고, 이외에도 "더 이상 거짓말하고 싶지도, 숨기고 싶지도 않다", "지난 몇 년 동안 동성애자라는 사실이 알려질까 두려워 고통을 겪었는데 이제 고통 받지 않겠다. 나는 스스로 이 자리에 섰다"고 밝혔다.
2020년 12월 트위터를 통해 트랜스젠더 논바이너리임을 커밍아웃하고 이름을 엘렌에서 엘리엇으로 바꾸었다. 인칭대명사는 he와 they로 지정하였다. 이후 유방 적출을 하고 부인과 이혼했고 주로 남자배우에 가까운 배역에서 활동중이다.

## 출연 작품

### 영화
| 년도 | 제목                                                       | 역할                          | 참고                            |
| ---- | ---------------------------------------------------------- | ----------------------------- | ------------------------------- |
| 2002 | 더 웻 시즌 The Wet Season                                  | 조셀린                        | 단편 영화                       |
| 2002 | 매리언 브리지 Marion Bridge                                | 조아니                        |                                 |
| 2003 | 터치 앤 고 Touch & Go                                      | 트리시                        |                                 |
| 2003 | 러브 댓 보이 Love That Boy                                 | 수재나                        |                                 |
| 2004 | 윌비 원더풀 Wilby Wonderful                                | 에밀리 앤더슨                 |                                 |
| 2005 | 하드 캔디 Hard Candy                                       | 헤일리 스타크                 |                                 |
| 2005 | 마우스 투 마우스 Mouth to Mouth                            | 셰리                          |                                 |
| 2006 | 엑스맨: 최후의 전쟁 X-Men: The Last Stand                  | 캐서린 "키티" 프라이드/섀도캣 |                                 |
| 2007 | 아메리칸 크라임 An American Crime                          | 실비아 리켄스                 |                                 |
| 2007 | 주노 Juno                                                  | 주노 맥거프                   |                                 |
| 2007 | 트레이시: 파편들 The Tracey Fragments                      | 트레이시 버코위즈             |                                 |
| 2007 | 스톤 앤젤 The Stone Angel                                  | 알린                          |                                 |
| 2008 | 스마트 피플 Smart People                                   | 버네사 웨더홀드               |                                 |
| 2009 | 위핏 Whip It                                               | 블리스 카벤다/베베 루들레스   |                                 |
| 2009 | 베니싱 오브 더 비즈 Vanishing of the Bees                  | 내레이션                      | 자연환경 다큐멘터리 영화        |
| 2010 | 피콕 Peacock                                               | 매기                          |                                 |
| 2010 | 인셉션 Inception                                           | 아리아드네                    |                                 |
| 2010 | 슈퍼 Super                                                 | 리비/볼티                     |                                 |
| 2012 | 로마 위드 러브 To Rome with Love                           | 모니카                        |                                 |
| 2013 | 이스트 The East                                            | 이지                          |                                 |
| 2013 | 사랑이 필요할 때 Touchy Feely                              | 제니                          |                                 |
| 2014 | 엑스맨: 데이즈 오브 퓨처 패스트 X-Men: Days of Future Past | 캐서린 "키티" 프라이드/섀도캣 |                                 |
| 2014 | Tiny Detectives                                            | 엘런 형사                     | 단편 영화                       |
| 2015 | 인투 더 포레스트 Into the Forest                           | 넬                            |                                 |
| 2015 | 프리헬드 Freeheld                                          | 스테이시 앤드리               |                                 |
| 2016 | 내 이름은 꾸제트 Ma vie de courgette                       | 로지                          |                                 |
| 2016 | 탈룰라 Tallulah                                            | 탈룰라                        |                                 |
| 2016 | 윈도 호스 Window Horses                                    | 켈리 (목소리 출연)            |                                 |
| 2016 | My Life as a Zucchini                                      | 로시 (목소리 출연)            | 영어 버전                       |
| 2017 | 마이 데이즈 오브 머시 My Days of Mercy                     | 루시                          | 프로듀서 겸함                   |
| 2017 | 더 큐어드 The Cured                                        | 애비                          |                                 |
| 2017 | 플랫라이너 Flatliners                                      | 코트니                        |                                 |
| 2019 | There's Something in the Water                             | Himself                       | Documentary; also director      |
| 2022 | Into My Name                                               | 빈칸                          | Documentary; executive producer |
| 2023 | Backspot                                                   | 빈칸                          | Executive producer              |
| 2023 | Close to You                                               | Sam                           | Also writer and producer        |
| 2026 | The Odyssey                                                |                               | Filming                         |

### 텔레비전
| 연도      | 제목                                                                             | 역할                              | 참고                                          |
| --------- | -------------------------------------------------------------------------------- | --------------------------------- | --------------------------------------------- |
| 1997      | 핏 포니 Pit Pony                                                                 | 매기 매클렌                       |                                               |
| 1999~2000 | 핏 포니 Pit Pony                                                                 | 매기 매클렌                       | 29 에피소드                                   |
| 2001~2002 | 트레일러 파크 보이즈 Trailer Park Boys                                           | 트리나 라헤이                     | 5 에피소드                                    |
| 2002      | 리도 홀 Rideau Hall                                                              | 헬렌                              | 에피소드: "Pilot"                             |
| 2003      | 노숙자에서 하바드로:리즈 머레이 이야기 Homeless to Harvard: The Liz Murray Story | 어린 리사                         | 텔레비전 영화                                 |
| 2003      | 고잉 포 브로크 Going for Broke                                                   | 제니퍼                            | 텔레비전 영화                                 |
| 2003      | 고스트 캣 Ghost Cata.k.a. Mrs. Ashboro's Cat                                     | 내털리 메리트                     |                                               |
| 2004      | 아이 다운로디드 어 고스트 I Downloaded a Ghost                                   | 스텔라 블랙스톤                   | 텔레비전 영화                                 |
| 2004      | 리제네시스 ReGenesis                                                             | 릴리트 샌드스트롬                 |                                               |
| 2009      | 심슨 가족 The Simpsons                                                           | 알래스카 네브라스카 (목소리 출연) | 에피소드: "Waverly Hills 9-0-2-1-D'oh"        |
| 2011      | 글렌 마틴, DDS Glenn Martin, DDS                                                 | 로봇 보조원 (목소리 출연)         | 에피소드: "Date with Destiny"                 |
| 2011      | 틸다 Tilda                                                                       | 캐럴린                            |                                               |
| 2012      | 패밀리 가이 Family Guy                                                           | 린지                              | 에피소드: "Tom Tucker: The Man and His Dream" |
| 2019-2024 | 엄브렐러 아카데미 The Umbrella Academy                                           | 바냐 하그리브스                   |                                               |
| 2019      | Tales of the City                                                                | 쇼나 호킨스                       |                                               |
| 2024      | Ark: The Animated Series                                                         | Victoria Walker                   | Voice; main role                              |

### 비디오 게임
| 년도 | 제목              | 역할      | 참고 |
| ---- | ----------------- | --------- | ---- |
| 2013 | 비욘드: 투 소울즈 | 조디 홈즈 |      |

## 수상 및 후보
| 연도 | 상                                                    | 부문                                               | 결과 | 출연 작품             |
| ---- | ----------------------------------------------------- | -------------------------------------------------- | ---- | --------------------- |
| 1997 | 영 아티스트 어워드(젊은 예술가상)                     | TV 드라마 시리즈 부문 젊은 최우수 연기상           | 후보 | 《핏 포니》           |
| 1997 | 아카데미 오브 캐나디언 시네마 앤 텔레비전상(제미니상) | 어린이 프로그램 시리즈 부문 최우수연기상           | 후보 | 《핏 포니》           |
| 2002 | ACTRA 마리타임즈 어워드                               | 주목할만한 여자연기상                              | 수상 | 《마리온 브리지》     |
| 2003 | 아카데미 오브 캐나디언 시네마 앤 텔레비전상(제미니상) | 어린이 프로그램 부문 최우수 연기상                 | 수상 | 《고스트 캣츠》       |
| 2004 | 아카데미 오브 캐나디언 시네마 앤 텔레비전상(제미니상) | 드라마 부문 여우조연상                             | 수상 | 《리제네시스》        |
| 2004 | 애틀란틱 영화 페스티벌 캐나디언 어워드                | 주목할만한 여자연기상                              | 수상 | 《원더풀 윌비》       |
| 2005 | 오스틴 영화 비평가 협회                               | 최우수 여우주연상                                  | 수상 | 《하드 캔디》         |
| 2005 | 엠파이어상                                            | 최우수 신인 여자연기상                             | 수상 | 《하드 캔디》         |
| 2005 | 온라인 영화 비평가 협회                               | 주목할만한 여자연기상                              | 수상 | 《하드 캔디》         |
| 2007 | 엠파이어상                                            | 여우주연상                                         | 후보 | 《주노》              |
| 2007 | 내셔널 무비 어워드                                    | 최우수 여자연기상                                  | 후보 | 《주노》              |
| 2007 | 온라인 영화 비평가 협회                               | 최우수 여우주연상                                  | 후보 | 《주노》              |
| 2007 | 새턴상                                                | 최우수 여우주연상                                  | 수상 | 《주노》              |
| 2007 | 내셔널 보드 오브 리뷰(전미 비평가 위원회)             | 최우수 여자 신인상                                 | 수상 | 《주노》              |
| 2007 | 세인트루이스 게이트웨이 영화 비평가 협회              | 최우수 여우주연상                                  | 수상 | 《주노》              |
| 2007 | 토론토 영화 비평가 협회                               | 최우수 여우주연상                                  | 수상 | 《주노》              |
| 2007 | 워싱턴 D.C. 아레아 영화 비평가 협회                   | 최우수 신인연기상                                  | 수상 | 《주노》              |
| 2007 | 오스틴 영화 비평가 협회                               | 최우수 여우주연상                                  | 수상 | 《주노》              |
| 2007 | 오하이오 영화 비평가 협회                             | 최우수 여우주연상                                  | 수상 | 《주노》              |
| 2007 | 시카고 영화 비평가 협회                               | 최우수 여우주연상                                  | 수상 | 《주노》              |
| 2007 | 디트로이트 영화 비평가 협회                           | 최우수 여우주연상                                  | 수상 | 《주노》              |
| 2007 | 플로리다 영화 비평가 협회                             | 최우수 여우주연상                                  | 수상 | 《주노》              |
| 2007 | 플로리다 영화 비평가 협회                             | 폴린 카엘 주목할만한상                             | 수상 | 《주노》              |
| 2007 | 휴스턴 영화 비평가 협회                               | 최우수 여우주연상                                  | 수상 | 《주노》              |
| 2007 | 라스베이거스 영화 비평가 협회                         | 최우수 여우주연상                                  | 수상 | 《주노》              |
| 2007 | 인디펜던트 스피릿 어워드(미국 독립영화상)             | 최우수 여우주연상                                  | 수상 | 《주노》              |
| 2007 | 애틀란틱 영화 페스티벌 캐나디언 어워드                | 최우수 여우주연상                                  | 수상 | 《트레이시:파편들》   |
| 2007 | 밴쿠버 영화 비평가 협회                               | 최우수 여우주연상                                  | 수상 | 《트레이시:파편들》   |
| 2007 | 아카데미 오브 캐나디언 시네마 앤 텔레비전상(지니상)   | 최우수 여우주연상                                  | 후보 | 《트레이시:파편들》   |
| 2008 | 크리틱스 초이스 영화상(미국 방송 영화 비평가 협회)    | 최우수 여우주연상                                  | 후보 | 《주노》              |
| 2008 | 크리틱스 초이스 영화상(미국 방송 영화 비평가 협회)    | 최우수 캐스팅상                                    | 후보 | 《주노》              |
| 2008 | 스크린 액터 길드 어워드(미국 배우 조합상)             | 영화 부문 최우수 여우주연상                        | 후보 | 《주노》              |
| 2008 | 골든 글로브상                                         | 영화 뮤지컬/코미디 부문 최우수 여우주연상          | 후보 | 《주노》              |
| 2008 | 영국 아카데미상(BAFTA)                                | 최우수 여우주연상                                  | 후보 | 《주노》              |
| 2008 | 영국 아카데미상(BAFTA)                                | 라이징 스타상                                      | 후보 | 《주노》              |
| 2008 | 미국 아카데미상                                       | 최우수 여우주연상                                  | 후보 | 《주노》              |
| 2008 | 틴 초이스 어워드                                      | 초이스 무비: 코미디 여자배우상                     | 수상 | 《주노》              |
| 2008 | 틴 초이스 어워드                                      | 초이스 무비: 여자 신인상                           | 수상 | 《주노》              |
| 2008 | MTV 무비 & TV 어워드                                  | 최고의 여자배우상                                  | 수상 | 《주노》              |
| 2008 | MTV 무비 & TV 어워드                                  | 최고의 키스상(마이클 세라와 함께)                  | 후보 | 《주노》              |
| 2008 | 캐나디언 코미디 어워드                                | 올해의 프리티 퍼니 여자배우상                      | 수상 | 《주노》              |
| 2010 | 센트럴 오하이오 영화 비평가 협회                      | 최우수 앙상블상                                    | 후보 | 《주노》              |
| 2010 | 피닉스 영화 비평가 협회                               | 최우수 앙상블상                                    | 후보 | 《주노》              |
| 2010 | 워싱턴 D.C. 아레아 영화 비평가 협회                   | 최우수 앙상블상                                    | 후보 | 《주노》              |
| 2011 | MTV 무비 & TV 어워드                                  | 최고의 공포연기상                                  | 수상 | 《인셉션》            |
| 2011 | MTV 무비 & TV 어워드                                  | 최고의 키스상(조셉 고든 레빗과 함께)               | 후보 | 《인셉션》            |
| 2011 | MTV 무비 & TV 어워드                                  | 최고의 놀라운 순간상(레오나르도 디카프리오와 함께) | 후보 | 《인셉션》            |
| 2011 | 새턴상                                                | 최우수 여우주연상                                  | 후보 | 《인셉션》            |
| 2013 | 스파이크 TV 어워드                                    | VGX 보이스 여자배우상                              | 후보 | 《비욘드: 투 소울즈》 |
| 2013 | 영국 비디오 게임 아카데미상                           | 최우수 연기상                                      | 후보 | 《비욘드: 투 소울즈》 |

## 같이 보기
- 캐나다의 배우 목록
- 548일 남장 체험